# Stenomicra biconspicua
Stenomicra biconspicua är en tvåvingeart som beskrevs av Curtis W. Sabrosky 1975. Stenomicra biconspicua ingår i släktet Stenomicra och familjen savflugor. Inga underarter finns listade i Catalogue of Life.